# Liste des personnages de Digimon Tamers

Logo original de la série Digimon Tamers.

Cet article met en avant la liste des personnages de la troisième saison, intitulée Digimon Tamers, des épisodes tirés de la franchise japonaise Digimon. Chaque dompteur (élu humain) et chaque Digimon (créature digitale) est représenté dans une liste distincte.

## Protagonistes

### Takato et Guilmon

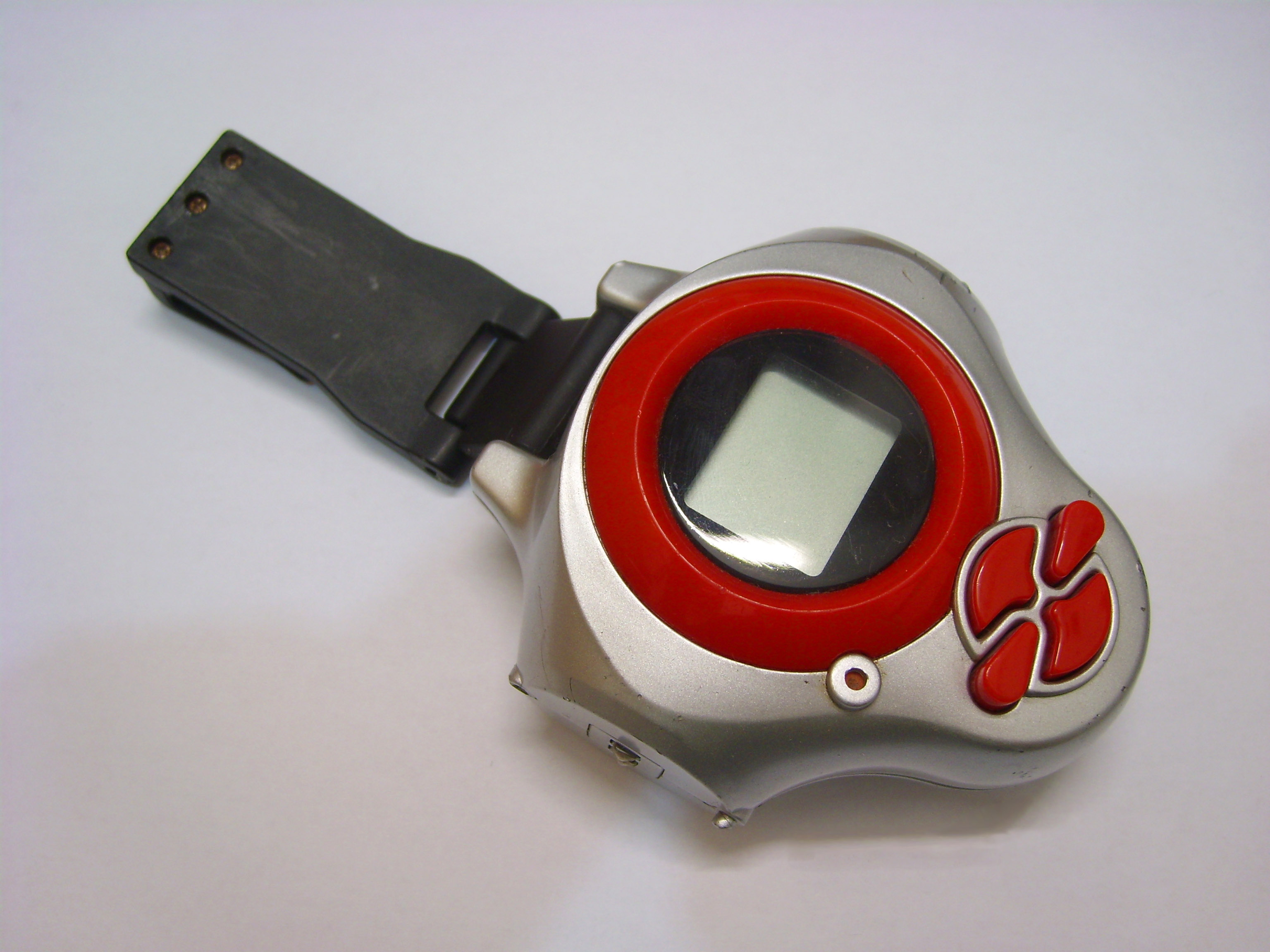
Présentation du digivice de Takato.

- Takato Matsuki (Takato Matsuda (松田 啓人, Matsuda Takato?)) est un jeune protagoniste âgé de douze ans (10 ans dans la version japonaise), aimable, créatif et plein d'imagination, fan de la franchise Digimon. Il adore notamment jouer au jeu de cartes ou inventer et dessiner des Digimon, avec pas mal de talent : il a lui-même imaginé, inventé et dessiné son propre Digimon, Guilmon, avant de l'amener accidentellement à la vie[1]. Il est rapidement devenu ami avec Henry Wong et Terriermon, puis, plus tardivement, avec Rika Nonaka et Renamon. Il possède des sentiments pour Jeri Katou, une de ses amies d'enfance.

Comme ses prédécesseurs Tai et Davis, Takato porte des lunettes d'aviateur, bien que, dans le premier épisode, il ne commence à les porter qu'après être officiellement devenu un dompteur. Cependant, en dehors de ce détail, Takato n'a rien à voir avec les chefs digisauveurs précédents, car il n'est ni vantard et agressif comme Davis, ni déterminé comme Tai, bien au contraire : certes il est courageux, mais n'a quasiment aucune assurance, et manque de confiance en lui-même. Toutefois, il gagne en caractère et en détermination, notamment durant le voyage dans le Digimonde et les combats contre le Système d'Éradication. De même, il n'est pas très doué au combat au début de la série (cf notamment le combat contre Devidramon dans Question de confiance, où il utilise des cartes qui ne font finalement qu'empirer la situation, et ce n'est qu'en digivolvant en Growlmon que Guilmon remporte le combat), mais devient rapidement doué (comme le prouve le fait qu'il parvient, en utilisant le bon combo, à vaincre IceDevimon, un Digimon que même Kyubimon n'était pas parvenu à vaincre).
- Guilmon (ギルモン, Girumon?) est un Digimon de niveau disciple et de type virus, chose surprenante, d'une part parce qu'il est le premier de ce type à être le partenaire d'un chef digisauveur, et d'autre part parce que son attitude, la plupart du temps, fait plutôt penser qu'il est de type donnée, voir antivirus[réf. nécessaire]. Cependant, sa nature de virus est visible à travers sa façon de combattre : il se montre en effet plus agressif et sauvage au combat que ne le sont Agumon et les autres protagonistes Digimon de la série. De plus, son type virus expliquerait sa forme ordinaire au niveau méga, Megidramon. Guilmon est capable de creuser avec talent, comme il est défini plusieurs fois dans la série. Il peut aussi sentir les autres Digimon proches, et court dans ce cas à leur recherche.
L'originalité de Guilmon est d'être entièrement issu de l'imagination de son dompteur, Takato : en effet, ce dernier avait inventé et dessiné le Digimon sur une feuille, en y notant toutes les informations possibles. Après qu'une carte bleue a changé le lecteur de cartes de Takato en D-Arc dans La Naissance de Guilmon (1er épisode)[1], Takato introduit la feuille dans le digivice, qui l'absorbe et donne vie au Digimon. Guilmon étant le plus jeune des trois héros Digimon, il possède une personnalité plutôt enfantine, ce qui le rend joueur et attachant, comme l'a prouvé le fait qu'il devienne vite populaire parmi les camarades de classe de Takato. Au début de la série, il ne fait pas bien la différence entre les humains et les Digimon, et s'obstine à appeler son dompteur « Takatomon »[1], avant de l'appeler par son nom habituel la plupart du temps. En dépit de sa nature naïve et enfantine, il a parfois montré des preuves de sagesse, par exemple en rassurant Takato lorsque ce dernier s'inquiétait de le voir se digivolver. Guilmon a été créé par Chiaki J. Konaka, influencé par les films Ultraman et Kaiju[2].
  - Growlmon (グラウモン, Guraumon?, Growmon) est la forme au niveau champion de Guilmon, un Digimon de type reptilien puissant utilisant ses lames de dragon pour couper n'importe quoi. Guilmon se digivolve pour la première fois en Growlmon lors de son combat face à Devidramon, bien qu'il ait été incapable de retrouver sa forme normale après digivolution.
  - WarGrowlmon (メガログラウモン, Megaroguraumon?, MegaloGrowmon) est la forme au niveau ultime de Guilmon, un Digimon de type reptilien-androïde qui s'est manifesté lorsque Takato utilise la carte bleue pour combattre Mihiramon. Guilmon utilise cette forme pour combattre les devas suivant et plus tard Beelzemon.
  - Megidramon (メギドラモン, Megidoramon?) est la forme alternative au niveau méga de Guilmon, un Digimon dragon maléfique qui s'est manifesté lors de la rage exprimée par Takato à l'encontre de Beelzemon.
  - Gallantmon (デュークモン, Dyūkumon?, Dukemon) est la forme au niveau méga de Guilmon, un Digimon de type chevalier en armure blanche armé d'une lance et d'un bouclier. Guilmon assume cette forme lorsqu'il bio-émerge avec Takato pour combattre Beelzemon.

### Rika Nonaka et Renamon
- Rika Nonaka (Ruki Makino (牧野 留姫, Makino Ruki?)) est parmi les trois premiers dompteurs (avec Henry et Takato) à avoir obtenu son digivice. Elle possède pour Digimon Renamon, avec qui elle partage une relation plus semblable à celle entre deux humains qu'à celle entre un humain et son Digimon. Elle possède un look plutôt « garçon manqué », avec un jean surmonté de petites ceintures au niveau de l'une des jambes, un T-shirt vert et blanc marqué d'un cœur brisé sur le torse, des bracelets rouges et un cache-col jaune. Elle a les yeux bleus et les cheveux roux, habituellement attachés en arrière de façon à partir en pétard là où il devrait y avoir une queue de cheval. Elle se soucie peu d'étaler son apparence et déteste porter des vêtements comme les robes, ce qui lui pose des problèmes avec sa mère. Elle est âgée de 10 ans dans la version japonaise et de 13 ans dans la version française.
Rika tranche totalement par rapport aux autres héroïnes de la série par son tempérament cynique, sarcastique, antisocial et renfermé sur elle-même ; en effet, elle est fière, rit peu et traite la grande majorité des gens comme ses ennemis. Néanmoins, au fond, elle est sensible et se sent seule, bien qu'elle refuse de l'admettre. En outre, au contact de Takato et d'Henry, elle évolue et prend un tempérament plus positif. En revanche, elle est indéniablement l'une des meilleures Dompteuses : elle a remporté le tournoi du jeu de carte Digimon, et porte ainsi le titre de « Reine Digimon ». Au combat, elle privilégie les cartes représentant les Digimon plutôt que les cartes équipements, afin de permettre à Renamon de lancer de nouvelles attaques.

- Renamon (レナモン?) devait originellement être nommée Lunamon[3]. Son nom est employé que pour désigner la forme du personnage sous son niveau disciple : comme tous les Digimon, elle possède la faculté de se digivolver, c'est-à-dire de se transformer en un autre Digimon pour passer au niveau supérieur et devenir plus puissante, et change de nom à chaque digivolution. Néanmoins, elle passe la majorité de son temps sous sa forme disciple, et ne se digivolve que pour les combats.
Chiaki J. Konaka conceptualise initialement Renamon comme un personnage androgène, mais le développement de sa personnalité l'a conduit à devenir féminine[2].
  - Kyûbimon (キュウビモン, Kyuubimon) est la forme de Renamon au niveau champion. Son aspect est inspiré du renard de la mythologie japonaise, et plus particulièrement du renard à neuf queues. Sous cette forme, elle apparaît comme un grand renard jaune se déplaçant à quatre pattes et pourvu de neuf queues aux extrémités enflammées d'un feu bleu. Elle se digivolve pour la première fois en cette forme pour combattre Dokugumon, un Digimon araignée[4].
  - Taomon (タオモン) est la forme de Renamon au niveau ultime, située juste après celle de Kyûbimon. Elle possède une forme plus humanoïde, se tenant sur deux pattes avec cette fois une seule queue et un museau plus court. Sa tenue, constituée d'une longue robe blanche et d'un chapeau violet-bleu, est basée sur la religion du taoisme. Sous cette forme, elle peut léviter, et utilise divers sorts et enchantements pour combattre. Kyûbimon se digivolve pour la première fois en Taomon pour vaincre le devas bœuf, Vajramon, dans l'épisode 18[5].
  - Sakuyamon (サクヤモン ; nommée d'après la divinité Sakuya) est la forme de Renamon au niveau méga. Il s'agit en réalité du "biomélange", c'est-à-dire de la fusion de Rika et de Renamon : tous deux se mélangent pour former un Digimon surpuissant, et chacun devient alors une part de l'esprit de ce Digimon. Sakuyamon est une jeune femme-renarde à la fourrure grise et aux cheveux blancs, portant une armure dorée surmontée d'un heaume en forme de tête de renard, et possédant un sceptre. Rika et Renamon se biomélangent en Sakuyamon pour la première fois en essayant de sauver Calumon du Système d'Éradication[6].

### Henry et Terriermon
- Henry Wong (Lǐ Jiànliáng (李健良, Rī Jenrya?) est âgé de douze ans (10 dans la version japonaise), mais il est étonnamment mature et courageux pour son âge. Issu d'une famille nombreuse, il est réservé et plutôt discret, mais a bon cœur. Son père est chinois, et a participé à la création des Digimon. Henry pratique quotidiennement le Tai Chi. Il possède un grand frère et une grande sœur, mais aussi une petite sœur, Suzie, vis-à-vis de qui il se montre très protecteur. À l'opposé exact de Rika, il estime au début de la série que les Digimon ne doivent surtout pas se battre, et empêche ainsi Terriermon de se mêler aux combats durant les premiers épisodes. Il est rapidement devenu ami avec Takato, qu'il rencontra à l'école alors que ce dernier cherchait Guilmon. Concernant sa stratégie, Henry favorise les cartes qui renforcent la vitesse de Terriermon où lui permettent de vite récupérer son énergie.

- Terriermon (テリアモン, Teriamon?) est un Digimon blanc et vert de niveau disciple, avec de longues oreilles tombantes pouvant apparemment lui permettre de planer sur de courtes distances, une corne sur le front et un aspect général plutôt câlin[7]. Il a souvent été comparé à un lapin dans la version américaine de Digimon Tamers en raison de sa ressemblance avec Lopmon, mais en réalité, son apparence est plutôt basée, comme le suggère son nom, sur celle d'un Fox-terrier[7].
  - Gargomon (ガルゴモン, Garugomon?, Galgomon) est la forme au niveau champion de Terriermon. Sous cet aspect, il possède un aspect légèrement humanoïde, se tient sur deux pattes et porte un pantalon. Il est un peu plus grand qu'un humain, et porte une ceinture de cartouches en bandoulière[8]. Ses mains sont remplacées par des mitraillettes lui permettant de tirer de puissantes rafales, avec de petites mains robotiques à l'intérieur pour éventuellement saisir des objets. Terriermon se digivolve en Gargomon dans l'épisode 3, lorsqu'il se place au milieu du combat entre Guilmon et Renamon, et encaisse ainsi l'attaque de Renamon[9]. Lors de cette première digivolution, il a du mal à se contrôler, et manque de tuer Rika, mais les fois suivantes, il se maîtrise sans aucun problème. Il est le premier héros Digimon de la saison à se digivolver.
  - Rapidmon (ラピッドモン, Rapiddomon?, Rapidomon) est la forme de Terriermon au niveau ultime. À l'opposé de Gargomon, il est fin, élancé[10], et se déplace à une telle vitesse qu'il en devient invisible lorsqu'il bouge et qu'il peut voler. Il porte une armure verte qui lui donne un aspect de robot, et possède des canons à la place des mains.
  - MegaGargomon (セントガルゴモン, Sentogarugomon?, SaintGalgomon) est la forme de Terriermon au niveau méga. En fait, il s'agit du « biomélange », c'est-à-dire de la fusion d'Henry et de Terriermon : tous deux se mélangent pour ne former plus qu'un Digimon, et deviennent chacun une part de la personnalité de ce Digimon. MegaGargomon ressemble à un gigantesque (plusieurs dizaines de mètres de haut) chien cyborg humanoïde vert, avec des lance-missiles sur les épaules et des mitraillettes sur les avant-bras[11]. Il possède un attirail impressionnant de missiles et de puissantes armes de tir. Malgré son poids probable, il peut voler grâce à un jetpack situé dans son dos.

### Jeri et Leomon
- Jeri Katou 加藤 樹莉 (Katō Juri?) est une camarade de classe de Takato pour laquelle celui-ci a un faible[12]. Sa famille est localisée dans une petite taverne à Shibuya, dans laquelle elle travaille en tant que serveuse pour aider son père. Elle transporte une ancienne chaussette à son demi-frère transformée en marionnette, qu'elle utilise pour se divertir. À première vue, elle ressemble à une petite fille heureuse et souriante. Cependant, la mort de sa mère a laissé des séquelles émotionnelles que son père était incapable de soigner et dont le fait d'avoir une belle-mère n'arrangeait pas les choses. Jeri ne se souciait pas des Digimon avant de rencontrer Leomon. Cependant, elle souffre plus tard d'une grave dépression à la suite de la mort de son partenaire Leomon attirant ainsi l'attention du Système d'Éradication, qui l'enlève pour l'utiliser à des fins maléfiques. Cependant, grâce à Calumon et à l'esprit de Leomon, Jeri regagne en confiance avant d'être sauvée par Takato. Elle réalise que chaque humain est maître de son destin tandis qu'elle accepte les excuses d'Impmon.

Chiaki J. Konaka avait auparavant suggéré de créer un personnage féminin nommé Mishio qui s'occuperait de sa petite sœur tandis que ses parents travaillent dans un quartier chaud.
- Leomon (レオモン, Reomon?) est un Digimon de type lion humanoïde. Il est tué lors d'un épisode par Beelzemon et revient plus tard sous la forme d'un esprit.

### Kazu et Guardromon
- Kazu Shiota (Hirokazu Shiota (塩田 博和, Shiota Hirokazu?)) est l'un des plus proches amis de Takato. Il adore jouer aux cartes Digimon et battre Takato et Kenta à ce jeu. Il s'implique réellement dans le jeu lorsque Takato le bat pour la première fois, mais Takato révèle plus tard que c'est grâce à une expérience qu'il l'a battu. par la suite, il voit, avec Kenta, Guilmon, et se lient d'amitié avec lui. En secret, Kazu veut également obtenir un partenaire Digimon et devenir aussi fort que Kenta et Takato. La chance s'offre à lui lorsqu'il voyage dans le Digimonde et trouve finalement son partenaire Guardromon.

- Guardromon (ガードロモン, Gādoromon?) est un Digimon de type androïde et défend la justice. Cependant, il a tendance à devenir malchanceux et souvent maladroit en voulant faire respecter l'ordre. Il est originellement issu du Digimon cyborg Andromon qui a tenté de libérer un village de Gekomon du contrôle d'Orochimon.

### Kenta et MarineAngemon
- Kenta Kitagawa (北川 健太, Kitagawa Kenta?) est l'un des amis de Takato et le bras droit de Kazu. Kenta partage les blagues de Kazu pendant toute la saison. Comme Kazu, Kenta voulait avoir son partenaire Digimon et voyage donc avec les dompteurs dans le Digimonde.

- MarineAngemon (マリンエンジェモン, Marin'enjemon?) est Digimon lutin de petite taille. Non-violent et pacifiste, et il a le pouvoir de propager l'amour autour de lui. MarineAngemon se lie d'amitié avec Kenta et devient ainsi son partenaire. Malgré son apparence il est de niveau Mega.

### Suzie et Lopmon
- Suzie Wong (Lǐ Xiǎochūn (李 小春, Rī Shiuchon?)) est la petite sœur d'Henry et la cadette de la famille Wong. Ignorant la véritable identité de Terriermon, Suzie joue avec lui comme une simple peluche. Finalement, lorsqu'Henry doit partir pour le Digimonde, Terriermon révèle à Suzie ce qu'il est vraiment. Plus tard, un brouillard de données apparaît dans le monde réel et aspire en quelque sorte Suzie dans le monde digital, monde dans lequel elle fait connaissance avec le devas Antylamon, qui se dé-digivolve plus tard en Lopmon. À la fin de la saison, elle prend son rôle de dompteuse très au sérieux et part aider les autres pour combattre le Système d'Éradication.

- Lopmon (ロップモン, Roppumon?) est un Digimon de type mammifère pratiquement identique à Terriermon. Au départ, Lopmon était le Antylamon (アンティラモン, Antiramon?) qui a été assigné à la tâche de garder le portail qui mène au palace de Zhuqiaomon. Contrairement aux autres devas, Antylamon ne partage aucune haine significative envers les humains. Lors de sa rencontre avec Suzie, Antylamon se lie d'amitié avec elle jusqu'au point de combattre l'autre devas Makuramon qui tentait de blesser la petite fille. En guise de châtiment, Zhuqiaomon dédigivolve Antylamon en Lopmon. Peu après, Suzie obtient un D-Arc motnrant qu'elle est officiellement partenaire avec Lopmon. Lopmon regagne plus tard sa forme d'Antylamon pour combattre le Système d'Éradication.

### Ryo Akiyama et Cyberdramon
- Ryo Akiyama (秋山 遼, Akiyama Ryō?) est le personnage principal d'un bon nombre de jeux vidéo Digimon. Il fait également un brève apparition dans la deuxième saison Digimon Adventure 02. Son partenaire Digimon est Cyberdramon. Il vient originellement de plusieurs jeux vidéo commercialisé sur console Wonderswan et fait une apparition plus marquée dans Digimon Tamers. Le dernier jeu Digimon sur Wonderswan exposant Ryo, Brave Tamer, sert de continuité entre les séries Adventure et Tamers[14],[15].

- Cyberdramon (サイバードラモン, Saibādoramon?) est un Digimon de niveau ultime et le partenaire de Ryo Akiyama. Complexe dans sa personnalité, il détruit les autres Digimon de type virus qui envahissent le réseau. Cependant, Cyberdramon est un guerrier solitaire qui n'est pas affilié au groupe des virus. Son partenaire le fouette s'il en perd contrôle. L'une de ses digivolutions, Justimon (ジャスティモン, Jasutimon?), a été inspiré de Kamen Rider et d'autres superhéros des années 1970[2].

### Alice et Dobermon
Alice McCoy (アリス・マッコイ, Arisu Makkoi) est une jeune fille de onze ans, blonde aux yeux bleus, habillée de style gothic lolita. Elle est la partenaire de Dobermon (ドーベルモン, Dōberumon).

### Ai et Mako
Une sœur et un frère respectivement, Ai (アイ) et Mako (Makoto (マコト)) sont deux enfants qui ne dépendent pas du partage des choses. À cause de ces interminables disputes, Impmon a reçu une opinion très négative des humains. Cependant, après la fuite d'Impmon, les deux enfants ont gagné en maturité. Finalement, les enfants obtiennent un D-Arc montrant qu'ils sont officiellement partenaires avec Impmon.

### Impmon
Impmon (インプモン Inpumon ; du mot anglais Imp : lutin, diablotin) est un personnage de fiction de la franchise médiatique Digimon. Il est intronisé pour la première fois dans le premier épisode lorsqu'il chasse Calumon. Il apparaît dans l'épisode 6, face aux dompteurs de Digimon Tamers, en tant que personnage Digimon au départ antagoniste. Originellement, Impmon appartenait à deux jumeaux prénommés, Ai et Mako, qui le considéraient comme un jouet et se disputaient sans cesse pour l'avoir.  Exaspéré par cette attitude, Impmon les a quitté et développé de la haine envers les humains.
Concernant ses rapports approfondis avec les autres Digimon, Impmon a eu une relation amitié/rivalité plutôt intéressante avec Renamon, ce qui a notamment été aperçu dans l'épisode 17. Malgré tout, Impmon n'est pas réellement mauvais, comme il est perçu dans l'épisode Froid comme un serpent, dans lequel il prévient Takato et Guilmon que ses amis sont en danger. Peu à peu, frustré de voir les autres Digimon se digivolver, il tente de montrer sa puissance en affrontant Indramon, le devas cheval, mais se fait battre et gravement blessé. Déprimé et désespéré, il se réfugie dans les égouts. Là, un champ digital s'ouvre à lui, et une voix lui propose de le rejoindre afin d'obtenir le pouvoir de se digivolver en Beelzemon (ベルゼブモン, Beluzebumon), un digimon de niveau Mega.

### Calumon
Calumon (クルモン, Culumon) est un personnage de fiction de la franchise médiatique Digimon. Calumon est en quelque sorte la mascotte de la troisième saison Digimon Tamers. Chiaki J. Konaka a créé Calumon dans le but d'avoir un impact chez les téléspectateurs.
| Bébé 1    | Bébé 2   | Disciple   | Champion      | Ultime           | Mega                 |
| --------- | -------- | ---------- | ------------- | ---------------- | -------------------- |
| Jyarimon* | Gigimon  | Guilmon    | Growmon       | Megalo Growmon   | Dukemon / Megidramon |
| Relemon*  | Pokomon  | Renamon    | Kyubimon      | Taomon           | Sakuyamon            |
| Zerimon*  | Gummymon | Terriermon | Galgomon      | Rapidmon         | Saint Galgomon       |
| Ketomon*  | Hopmon   | Monodramon | Strikedramon* | Cyberdramon      | Justimon             |
|           |          |            |               |                  |                      |
| Kokomon*  | Chocomon | Lopmon     | Turuiemon*    | Andiramon (deva) | Cherubimon*          |
| Keemon*   | Yaamon   | Impmon     | Wizarmon*     | Baalmon*         | Beelzebumon          |

* ces formes n'apparaissent pas dans la série animé mais ont été officialisés par la suite avec d'autres médias.

## Autres humains
Famille Matsuki
- Takehiro Matsuki (松田 剛弘 Matsuda Takehiro) : père de Takato, boulanger.
- Mie Matsuki (松田 美枝 Matsuda Yoshie) : mère de Takato, boulangère.
- Kai Urazoe : cousin de Takato venant d'Okinawa (dans le film).

Famille Wong
- Janyu « Tao » Wong (李 鎮宇 Rī Janyū) : père d'Henry
- Mayumi Wong (李 麻由美 Rī Mayumi) : mère d'Henry et Suzie.
- Rinchei Wong (李 連杰 Rī Rinchei) : grand frère d'Henry et Suzie (dans le film).
- Jaarin Wong (李 嘉玲 Rī Jaarin) : grande sœur d'Henry et Suzie (dans le film).

Famille Nonaka
- Rumiko Nonaka (牧野 ルミ子 Makino Rumiko) : mère de Rika, mannequin.
- Seiko Hata (秦 聖子 Hata Seiko) : grand-mère de Rika.

Famille Katou
- Tadashi Katou (加藤 肇 Katō Hajime) : père de Jeri.
- Shizue Katou (加藤 静江 Katō Shizue) : belle-mère de Jeri.
- Masahiko Katou (加藤 昌彦 Katō Masahiko) : demi-frère de Jeri.

Famille Shioda
- Hirofumi Shiota (塩田 博文 Shiota Hirofumi) : père de Kazu.
- Takako Shiota (塩田 貴子 Shiota Takako) : mère de Kazu.

Famille Kitagawa
- Shiyunsuke Kitagawa (北川 駿介 Kitagawa Shunsuke) : père de Kenta.
- Akemi Kitagawa (北川 明美 Kitagawa Akemi) : mère de Kenta.

École Yodobashi
- Nami Asaji : institutrice dans la classe de Takato.
- Seiji Kurosawa : principal de l'école.
- M.. Iwamoto : professeur secondaire.
- Yuuji Terayama : camarade de classe.
- Taizou Aoyama : camarade de classe.
- Tadashi Nakabayashi : camarade de classe.
- Jeremy : camarade de classe.
- Ayaka Itou : amie de Jeri.
- Miki Nakajima : amie de Jeri.

### Hypnos
La Hypnos est une organisation gouvernementale aux motivations obscures est dirigée par Mitsuo Yamaki, un individu reconnaissable au fait qu'il joue sans cesse avec son briquet. L'organisation étudie le Digimonde et ses créatures afin de protéger et de collecter un maximum d'informations pour défendre le monde réel des attaques de plus en plus fréquentes. Yamaki prend vite conscience de la présence des dompteurs, et les considèrent comme de jeunes fous se croyant dans un jeu alors qu'il s'agit d'un danger réel. Ainsi, il interviendra au départ pour conseiller à Takato et Henry de ne plus se mêler de ces histoires. Mais rapidement, il constatera avec inquiétude et surprise que ces enfants se débrouillent bien, voire mieux que lui pour contrer les Digimon voulant envahir la Terre. Finalement, il entreprend l'opération « Coup de Balai », destiné à éliminer tous les Digimon, y compris ceux des dompteurss. Mais ce projet, activé à deux reprises, échouera à chaque fois, et, lors de la seconde tentative, un Digimon ennemi provoque la destruction des appareils de la Hypnos. Finalement, après cela, Yamaki comprend que les dompteurs sont la seule défense efficace. Lorsqu'ils partent vers le Digimonde, il offre à Takato une machine de sa conception permettant de garder le contact avec le monde réel.
- Mitsuo Yamaki (山木 満雄) : chef de la Hypnos.
- Riley Otori (鳳 麗花 Ōtori Reika) /  : chef opératrice de la Hypnos.
- Tally Onodera (小野寺 恵 Onodera Megumi) /  : opératrice de la Hypnos.

### Créateurs de monstres
Ce groupe recense les créateurs du programme de 1984. En 200X, ils sont réunis par la Hypnos pour les aider à protéger la terre contre les Digimon (et, avec leur savoir, détruisent les Digimon utilisant leur propres données contre eux), et ensuite pour aider à construire l'Arche pour ramener les dompteurs du Digimonde, et finalement les aider à combattre le Système d'Éradication. L'une de leurs plus grandes créations de l'entité connue sous le nom de Grani.
- Gorou "Shibumi" Mizuno (水野 悟郎 Mizuno Gorō)
- Janyu "Tao" Wong' (李 鎮宇 Rī Janyū) : père d'Henry
- Rob "Dolphin" McCoy : grand-père d'Alice.
- Rai "Curly" Aishuwarya
- Babel
- Daisy

## Autres Digimon

### Digimon bio-émergés

#### Maildramon
Maildramon est le premier Digimon bio-émergeant dans le monde réel et chassant Calumon dans le Digimonde jusqu'à ce qu'il soit attaqué par un DarkTyrannomon. Lorsque DarkTyrannomon se digivolve en MetalTyrannomon, Maildramon est tué.

#### Lynxmon
Lynxmon apparaît la première fois lorsque Takato dort, il rêve alors de Rika et Renamon en train de combattre ce Digimon. Renamon tue alors Lynxmon et absorbe toutes ses données.

#### Goblimon/Fugamon
Rika et Renamon combattent Goblimon dans un stade de Baseball. Lorsque Calumon apparait, il digivolve accidentellement Goblimon en Fugamon. Mais celui-ci est tué par Renamon.

#### Gorillamon
Gorillamon est le principal antagoniste de Terriermon. Il est apparu lorsque Terriermon tentait de le battre dans un jeu vidéo. Mais Gorillamon est finalement battu lorsque Terriermon se digivolve en Gargomon.

#### Vilemon
Lorsque Guilmon et Calumon dessinent sur le terrain d'un collège, Vilemon bio-émerge depuis leur dessin et les attaque. Takato et Henry arrivent et Vilemon combat Guilmon et Terriermon. Peu après, Rika et Renamon arrivent à leur tour. Renamon tue Vilemon et absorbe ses données.

#### Allomon
Allomon bio-émerge dans le voisinage et croise le chemin de Rika et Renamon. Bien que Renamon ait eu du mal à le battre, elle gagne malgré tout sans l'aide de Guilmon et de Terriermon. Lorsque Renamon utilise un mélange de son attaque principale Pluie de diamants et une carte de SnowAgumon, elle gèle et tue finalement Allomon.

#### Dokugumon
Rika et Renamon croisent Dokugumon dans un parc et le combattent. Dokugumon blesse sévèrement Renamon. Lorsque Rika appelle Renamon à l'aide, elle se digivolve en Kyubimon et tue Dokugumon.

#### Devidramon
Devidramon bio-émerge dans le monde réel et terrorise les habitants. Rika tente de faire combattre Renamon mais celle-ci lui fait comprendre que c'est le combat de Guilmon. Guilmon se déconcentre car il pense que Takato est en colère contre lui. Lorsque Takato apprend la vérité et qu'il lui dit qu'il n'en est rien, Guilmon se digiolve en Growlmon, tue Devidramon et absorbe ses données.

#### IceDevimon
IceDevimon est un tueur de masse qui a auparavant tué un nombre de Digimon dans l'ordre de devenir plus fort. Il bio-émerge dans le monde réel et rôde autour de Rika, qui la pense cruelle et sans pitié, et croit pouvoir devenir son partenaire dans le but de le rendre encore plus fort. Il tente de l'endoctriner en lui montrant ses pouvoirs, mais Rika refuse catégoriquement. Il demande alors à combattre Renamon. Plus tard, Takato, Henry, Guilmon et Terriermon viennent et tentent de secourir Rika, mais IceDevimon gèle les Digimon. Renamon apparaît alors, mais IceDevimon est trop fort pour elle, mais elle parvient à se digivolver en Kyubimon et à vaincre IceDevimon.

#### Musyamon
Musyamon attaque Henry et Takato vient à son aide. Lorsqu'une petite fille est en danger, Henry réagit et Terriermon se digivolve en Gargomon. Cette fois, Gargomon se contrôle lui-même et détruit Musyamon. Henry réalise qu'il existe certains combats qui sont inévitables.

#### Flybeemon
Renamon en bat trois d'entre eux dans un parc. Bien que Rika ait été incapable de l'aider, Renamon réussit malgré tout à les battre tous les trois.

#### Harpymon
Takato et Henry rencontrent Harpymon dans le parc. Lorsque Renamon les rejoint pour se battre, elle n'est pas de taille face à Harpymon. Tandis que Harpymon est prête à en finir avec Renamon, Rika lui plante un bâton dans le dos. Calumon, qui trainait dans les parrages, fait se digivolver Renamon en Kyubimon qui tue Harpymon mais n'absorbe pas ses données.

#### DarkRizamon
Takato et Guilmon battent DarkRizamon dans une nuit abandonnée et réussissent à le mettre KO. 

### Devas
Les devas (十二神将「デーヴァ」, Jūni Shinshou/Dēva), ou Digimon dévastateurs, sont des personnages de fiction appartenant à la série Digimon Tamers. Il s'agit des seconds grands antagonistes de la série (le premier étant la Hypnos). Les devas ont été créés par Zhuqiaomon, l'un des quatre souverains Digimon. Ils apparaissent pour la première fois lorsqu'une opération, menée par la Hypnos, a créé un passage suffisamment grand pour leur permettre d'entrer dans le monde réel. Tous sont des Digimon de niveau ultime, dont l'apparence est basée sur les douze animaux du Nouvel an chinois. Exécrant les humains, ils veulent dominer ceux-ci et les réduire en esclavage. Ils éprouvent un grand mépris pour les Digimon des dompteurs, qu'ils considèrent comme des traîtres.

#### Mihiramon
Mihiramon (ミヒラモン) est le premier devas apparu. Son apparence est basée sur le tigre. Il apparaît dans l'épisode 14, dans lequel il entre dans le monde normal depuis le haut d'un gratte-ciel. Il bat sans aucune difficulté Kyûbimon puis Gargomon et blesse Growlmon à mort, mais est finalement vaincu lorsque ce dernier se digivolve en WarGrowlmon et l'anéantit. Mihiramon est le premier niveau ultime croisé par les dompteurs.

#### Sandiramon
Sandiramon (サンティラモン) possède une apparence basée sur le serpent, il s'agit donc d'une sorte de cobra géant. Il apparaît dans l'épisode 15 Froid comme un serpent, dans lequel il attaque chaque métro en passant par les tunnels. Il est finalement vaincu par les forces combinés de Growlmon, Gargomon et Kyûbimon. Avant de mourir, il révèle aux dompteurs l'existence des devas, et leur affirme que ses camarades le vengeront.

#### Shinduramon
Shinduramon (シンドゥーラモン, Shindūramon) possède une apparence basée sur le coq, il est donc une version gigantesque de ce volatile se nourrissant d'électricité. Il apparaît dans l'épisode 16, mais est assez rapidement vaincu par Growlmon et Gargomon, électrocuté lorsqu'il tombe à l'eau. 

#### Pajramon
Pajramon (パジラモン, Pajiramon) possède un aspect basé sur la chèvre, il s'agit donc d'une créature centauroïde avec des cornes et une arbalète. Elle apparaît avec Vajramon lorsqu'elle attaque le monde réel en compagnie de ce dernier. Lorsque Terriermon et Renamon intervinrent pour les arrêter, elle s'en prend violemment à Terriermon, et tente de le tuer. Elle possède l'avantage même lorsqu'il se digivolve en Gargomon, mais est finalement ridiculisée et vaincue lorsqu'il se digivolve en Rapidmon et la détruit.

#### Vajramon
Vajramon (ヴァジラモン, Vajiramon) possède un aspect basé sur le bœuf, et, comme Pajramon, est plutôt centauroïde. Il est armé de deux sabres, qui peuvent projeter des ondes de choc. Il est plutôt brutal et violent, comme le prouve le fait qu'il ait agressé Calumon sans raison apparente. Vajramon apparaît aux côtés de Pajramon lorsque tous deux attaquent le monde réel. 
Il affronte alors Renamon, et discute avec elle pendant le combat. Lorsque Rapidmon détruit Pajramon, il prend lui aussi l'attaque de plein fouet, mais survit, et revient un peu plus tard pour demander à parler à Renamon, qui accepte. Il l'informe alors des plans des devas et de l'existence de Zhuqiaomon (en l'appelant seulement (« le Souverain »), et tente de la convaincre de quitter les tamers pour se joindre à la cause de son maître. Renamon paraît au départ intéressée, mais révèle finalement qu'elle n'était venue que pour obtenir des réponses à ses questions sur les devas, et ne faisait même pas attention à ce que disait Vajramon. Ce dernier affronte et bat Growlmon, Gargomon et Kyûbimon, mais cette dernière se digivolve finalement en Taomon et l'élimine avec le Talisman de Lumière. Vajramon aura été le premier devas à apparaître dans plus d'un épisode.

#### Indramon
Malgré la présence dans son nom du suffixe Digimon « dra », qui suggère des similitudes avec les dragons, Indramon (インダラモン, Indaramon) possède en réalité un aspect basé sur le cheval. Il est de taille à peu près normale lors de sa première apparition, mais est devenu géant lorsqu'il revient. Il est armé d'une gigantesque trompe en coquillage provoquant des ondes de choc dévastatrice.
Indramon apparaît lorsqu'Impmon le défie afin de prouver sa valeur. Indramon le bat sans trop de difficulté et manque de le tuer, de même qu'il bat sans difficultés les Digimon des dompteurs sous leurs formes champions. Il est finalement forcé de partir sans avoir eu le temps de les tuer. Il revient, attaque et dévaste une partie de la ville. Une fois encore, Kyûbimon, Gargomon et Growlmon s'avèrent incapables de le battre, mais finalement, Growlmon se digivolve en WarGrowlmon une deuxième fois et l'anéantit sans difficultés.

#### Kumbhiramon
Kumbhiramon (クンビラモン, Kunbiramon) possède un aspect basé sur le rat, il ressemble donc à un énorme rongeur blanc avec une armure dorée. Il est plutôt ridicule, et, malgré son niveau, il s'est avéré plutôt faible, comme le prouve le fait que Leomon se soit vite débarrassé de lui lors de leur première rencontre. Il s'en prend à Jeri et Calumon, mais lorsque Leomon arrive et prend la défense de ces derniers, il est rapidement chassé. Il revient un peu plus tard dans le même épisode et réaffronte Leomon, mais ce dernier le bat avec l'aide de Gargomon et le détruit.

#### Vikaralamon
Vikaralamon (ヴィカラーラモン, Vikarāramon) possède un aspect basé sur le cochon, il s'agit donc d'un gigantesque sanglier. Il est extrêmement puissant et quasi-inarrêtable : les attaques des Digimon au niveau champion sont si inefficaces qu'il ne s'aperçoit pas de leur présence. Néanmoins, malgré sa puissance, il tend à faire rire, d'une part en raison du ridicule de son animal, et d'autre parce que ses adversaires se sont plu à sortir nombre de plaisanteries à son sujet, notamment sur son odeur. Il attaque la ville, sans même prendre garde aux attaques des Digimon des dompteurs. Ceux-ci se mettent finalement au niveau ultime et l'affrontent, avec un peu plus de résultats. La Hypnos lance une deuxième fois le programme « Coup de balais », qui manque de tuer Vikaralamon et les Digimon des Tamers, mais Makuramon sauve la situation en détruisant les machines de la Hypnos. Finalement, Vikaralamon est vaincu et tué par WarGrowlmon.

#### Makuramon
Makuramon (マクラモン) possède un aspect basé sur le singe. Pour cette raison, il possède un aspect un peu cartoonesque, apparaissant comme un singe marron vêtu essentiellement de blanc. Contrairement à la plupart des devas, il est plutôt de petite taille, à peu près celle de Guilmon, bien que, contrairement à Kumbhiramon, sa puissance soit visiblement assez élevée. Lors de ses premières apparitions, il portait un déguisement lui donnant une apparence humaine, tout en laissant voir quelques traits cartoonesques sur son visage. Il est plutôt malin, manipulateur, très arrogant (notamment dans son attitude envers Beelzemon) et possède un rire franchement désagréable. Makuramon apparaît pour la première fois de façon anonyme possédant son aspect humain et observe les dompteurs à distance. Rapidement, ceux-ci se méfient de lui en raison de son attitude bizarre, d'autant plus qu'il tente à une reprise de s'emparer du digivice de Takato... Il assiste attentivement à leur premier combat contre Indramon, puis à celui contre Kumbhiramon, et Takato comprend peu à peu qu'il observe en réalité Calumon, ayant remarqué l'aptitude de ce dernier à contrôler les digivolutions. Lors du combat contre Vikaralamon, Makuramon révèle sa véritable apparence et son identité, puis sabote les machines de la Hypnos pour les empêcher de détruire les Digimon. Après quoi, il kidnappe Calumon et l'emporte dans le Digimonde, son maître Zhuqiaomon blessera Leomon dans le processus pour lui permettre de réussir sa mission. C'est pour se lancer à la poursuite de Makuramon que les dompteurs décident d'aller dans le Digimonde.
Durant le trajet vers le Digimonde, Makuramon perd Calumon, qui s'échappe. Il se lance alors à sa poursuite en compagnie de Majiramon, et finit par le retrouver mais les dompteurs interviennent, et Calumon s'échappe encore, tandis que Makuramon doit fuir après la destruction de Majiramon. Makuramon croise Suzie, la sœur de Henry et tente de la capturer pour la ramener à Zhuqiaomon, estimant qu'elle pourrait être utile. À sa stupéfaction, Antylamon s'interpose, et il combat cette dernière, qui le force rapidement à battre en retraite. Finalement, il commet l'erreur de venir assister au combat entre Beelzemon et Megidramon pour insulter Beelzemon, l'accusant d'être responsable de la destruction du Digimonde que risque de causer Megidramon et affirmant que Chatsuramon avait « gâché du pouvoir » en lui donnant la faculté de se digivolver. Beelzemon le tue alors et absorbe ses données pour devenir plus fort et vaincre Megidramon. Makuramon aura été le devas ayant apparut le plus de fois au cours de la série.

#### Chatsuramon
Chatsuramon (チャツラモン) possède un aspect basé sur le chien, bien que son apparence évoque plutôt un fauve. Il paraît plutôt impressionnant au premier abord, mais sa tenue le rend plutôt ridicule. Comme Makuramon, il semble partager le mépris de Zhuqiaomon pour les humains vu son attitude envers Suzie et Lopmon. Il rencontre Impmon à qui il propose un pacte - il le fait digivolver, et en échange il devra tuer les dompteurs et leurs Digimon. Pour le convaincre, il lui montre des images d'Ai et Mako destinées à lui faire croire que ces derniers l'ont oubliés. Impmon accepte, et obtient satisfaction : il est digivolvé à sa forme de niveau méga, Beelzemon, et doté d'un moyen de transport personnel, la moto Behemoth. En contrepartie, Chatsuramon revient pour lui rappeler leur marché. Par la même occasion, il parvient à capturer Calumon grâce à l'aide de Beelzemon, et le ramène à Zhuqiaomon.
Zhuqiaomon l'envoie éliminer Suzie et Lopmon pour punir cette dernière de sa trahison. Il s'y emploie, mais échoue lorsque Gallantmon intervient et le détruit. Beelzemon absorbe ensuite ses données afin d'avoir plus de chances de vaincre Gallantmon (en vain).

#### Majiramon
Majiramon (マジラモン) possède un aspect basé sur le dragon chinois. Il ne semble pas capable de parler, et sert durant ses apparitions de monture à Makuramon. Il est finalement détruit par Cyberdramon, alors qu'il tentait de capturer Calumon.

#### Antylamon
Antylamon possède un aspect basé sur le lapin, et ressemble donc à un grand lapin anthropomorphe d'environ trois mètres de haut, se tenant debout et vêtu de blanc et marron, avec des yeux rouges et des cornes sur le front. Son genre a posé certains problèmes : considéré comme un Digimon mâle dans la version originale japonaise, elle est devenue femelle dans les versions américaine et française. Contrairement à ce qu'on[Qui ?] aurait pu attendre, elle n'a rien de ridicule, et apparaît même comme plutôt impressionnante. Elle a peu combattu, mais à ce qu'on a pu en voir, notamment dans les combats contre le Système d'Éradication, elle est plutôt puissante. Bien qu'elle soit dévouée et respectueuse vis-à-vis de Zhuqiaomon, Antylamon possède un tempérament très différent des autres devas : elle n'est pas vraiment agressive, ne déteste pas particulièrement les humains et répugne à s'en prendre à des innocents, comme il est constaté dans son attitude avec Suzie, qui contraste notamment avec le comportement violent de Vajramon envers Calumon.
Antylamon garde l'entrée sud du domaine de Zhuqiaomon et rencontre alors Suzie, la petite sœur de Henry, qui, sans savoir à qui elle a affaire, lui demande de l'aide pour retrouver Terriermon. Antylamon est un peu surprise de voir une humaine si jeune ici, mais n'ose pas l'attaquer, et finit, devant les insistances de la gamine, par accepter de l'aider. Rapidement, la recherche se change en jeu, et Antylamon, bien qu'elle refuse de l'admettre, se prend d'affection pour Suzie. Peu après, lorsque Makuramon arrive et tente d'enlever cette dernière, Antylamon s'interpose, et, après une hésitation, combat son confrère devas, qui fuit. En guise de punition, Zhuqiaomon la fait régresser à son niveau disciple, Lopmon, mais elle devient la partenaire Digimon de Suzie. Par la suite, Chatsuramon puis Zhuqiaomon tenterons en vain de la tuer. Néanmoins, un peu plus tard dans la série, Lopmon est parvenue à se digivolver pour redevenir Antylamon grâce à Suzie, et ainsi aider les dompteurs. Elle est la seule des devas à ne pas avoir été tuée.

### Digimon du Digimonde

#### Meramon
Les dompteurs rencontrent Meramon durant leur premier voyage dans le Digimonde. Il les attaque pensant qu'ils sont des ennemis. 

#### Jagamon
Suivant leur rencontre avec Meramon, les dompteurs sont plus tard réveillés par Jagamon.

#### Jijimon et Babamon
Rika, Renamon, Kazu et Kenta atterrissent dans leur maison pour se protéger d'une tempête de données. Ces résidents sont Babamon et son mari Jijimon, qui se battent parce qu'ils s'ennuient. Ils sont heureux d'avoir enfin des invités et leur offrent un repas. Lorsque Kazu et Kenta leur demandent de devenir leurs partenaires ils sont confus : du coup Kenta et Kazu se battent pour leur montrer ce que c'est d'être partenaires Digimon/ humains. Lorsque Rika et les autres quittent Jijimon et Babamon, ceux-ci veulent se battre. Plus tard, Jijimon et Babamon arrivent lorsque le Système d'Éradication apparaît.

#### MudFrigimon
Takato, Guilmon, Henry, Terriermon, Jeri et Leomon traversent un village de Mudfrigimon (Chuchidarumon), qui est attaqué par une moto nommée Behemoth.

#### MetalKoromon
MetalKoromon était possédé par Behemoth et attaque le village de Chuchidarumon. Guilmon réussit à le libérer de Behemoth.

#### Clockmon et Hagurumon
Clockmon et Hagurumon sont les protecteurs de la Plaine des Horloges où Kazu et Kenta avaient atterris.

#### Megadramon
Megadramon était emprisonné dans la Plaine des Horloges et accidentellement libéré par Rika. Kyubimon n'était pas de taille contre lui, mais  Ryo et Cyberdramon réussissent à emprisonner une nouvelle fois Megadramon.

#### Orochimon
Orochimon est un tyran auprès d'un village de Gekomon et d'Otamamon. Un Andromon continue d'affronter Orochimon, mais sans succès, et Jeri est enlevée par Orochimon pour qu'elle lui serve des milkshakes (ou saké, dans la version japonaise). Orochimon est finalement détruit par Leomon lorsque Jeri utilise une carte à jouer de LadyDevimon.

#### Gekomon
Les Gekomon vivent dans leur village et sont pris en esclaves par Orochimon.

#### Otamamon
Un nombre d'Otamamon vivant dans les sous-sols du Digimonde et protégés par un Divermon.

#### Divermon
Un Divermon resided dans les sous-sols du Digimonde. Il se trompe lorsque Takato, Henry et Terriermon croient qu'ils vont les attaquer. 

#### Mokumon
Un nombre de Mokumon habitent un manoir lorsque Takato, Henry et Terriermon rencontrent l'esprit de Shibumi.

### Souverains Digimon
Les souverains digimon (四聖獣, Shiseijuu) sont des personnages fictifs appartenant à l'univers de la franchise médiatique japonaise Digimon. Ce sont des Digimon de niveau méga, incroyablement puissants, qui constituent en quelque sorte les « gardiens » des Digimon.
Chaque souverain règne sur un des quatre points cardinaux du Digimonde - Azulongmon pour l'Est, Zhuqiaomon pour le Sud, Ebonwumon pour le Nord et Baihumon pour l'Ouest. Un cinquième membre, Fanglongmon, est à la tête des souverains et les dirige.
Chacun d'entre eux possède quatre yeux et une couleur qui lui est propre. Leurs apparences sont basées sur quatre figures astronomiques de l'astrologie chinoise (les quatre animaux).

#### Azulongmon
Azulongmon (チンロンモン, Qinglongmon) est un Digimon de type dragon asiatique bleu régnant sur la partie Est du Digimonde. Avec ses quatre compatriotes, Azulongmon fut, autrefois, battu et emprisonné par les maîtres de l'ombre, et par la suite libérés par les digisauveurs lorsque ceux-ci ont fait usage de leurs symboles. Il semble être l'un des souverains les plus sages et les plus modérés, ayant confiance en l'alliance entre les humains et les Digimon.
Il apparait à une occasion dans Digimon Adventure 02, lorsque BlackWarGreymon, à la recherche d'un adversaire à sa hauteur, met le Digimonde en danger pour attirer son attention et le combattre. Finalement, lorsque tous deux se retrouvent face à face, Azulongmon parvient à le raisonner. Il réapparait dans Digimon Tamers à partir de l'épisode 38. Il révèle avoir protégé le catalyseur qui permettait aux Digimon de se digivolver en le changeant en un petit Digimon, Calumon. Il intervient pour défendre le groupe de dompteurs contre Zhuqiaomon, et, après un moment, parvient à convaincre l'un et l'autre de cesser de se battre pour s'unir contre le Système d'Éradication.

#### Zhuqiaomon
Zhuqiaomon (スーツェーモン) est un Digimon de type phénix, régnant sur la partie Sud du Digimonde, et également le créateur et chef des devas, douze monstres de niveau ultime qu'il envoie dans le monde réel pour capturer Calumon.
Zhuqiaomon est le second grand antagoniste de Digimon Tamers, bien qu'il n'apparaisse que tard dans la série, puisqu'il dirige ses devas depuis son royaume. Son but original était de sauver le Digimonde de la menace que représentait le Système d'Éradication et de récupérer Calumon pour digivolver les habitants du Digimonde à un niveau suffisant pour faire face à la menace, mais, comme il détestait les humains, il ordonna également à ses devas de les détruire, y compris les dompteurs. Finalement, ces derniers l'affrontent ; il est d'abord affaiblit par MegaGargomon, mais se relève rapidement. Le combat est finalement interrompu par Azulongmon, qui, après des difficultés, réussi à convaincre Zhuqiaomon de renoncer à son projet de détruire les humains et d'aider les dompteurs à affronter le Système d'Éradication. Zhuqiaomon reconnaît finalement que l'union entre humains et Digimon peut réaliser des choses formidables, et, bien qu'il ait toujours du mal à comprendre le choix des Digimon partenaires aux dompteurs, il décide de le respecter en les laissant partir.

#### Ebonwumon
Ebonwumon (シェンウーモン, Xuanwumon) est un Digimon de type tortue géante possédant deux têtes et un arbre planté sur son énorme carapace régnant sur la partie Nord du Digimonde. Ryo Akiyama et son partenaire Cyberdramon rencontrent Ebonwumon dans le territoire de Baihumon, territoire qu'il garde lorsque Baihumon combat le Système d'Éradication, mais Baihumon réapparraît blessé. Plus tard, Baihumon et Ebonwumon rejoignent Azulongmon et Zhuqiaomon pour monter un plan face à la situation et le danger imminent du Système d'Éradication et aider Calumon pour digivolver tous les Digimon du Digimonde à leur niveau méga.

#### Baihumon
Baihumon (バイフーモン) est un Digimon de type tigre blanc régnant sur la partie Ouest du Digimonde. Il apparaît brièvement lorsque Ryo Akiyama et son partenaire Cyberdramon rencontrent Ebonwumon dans le territoire de Baihumon, territoire qu'il garde lorsque Baihumon combat le Système d'Éradication, mais Baihumon réapparraît blessé.

## Autres entités

### Système d'Éradication
Le Système d'Éradication (D-Reaper) est un personnage de fiction de la série Digimon Tamers dérivé de la franchise médiatique Digimon. Il s'agit de l'antagoniste final de la saison. Contrairement aux antagonistes l'ayant précédé dans la saison, ce grand éradicateur n'est ni humain, ni Digimon, bien qu'il soit originaire du Digimonde. C'est un programme d'ordinateur ayant « muté » en une forme de vie artificielle. Exclusive dans la saison, c'est une force presque inarrêtable qui n'existe que pour détruire tout ce qui se trouve autour de lui, humains ou Digimon. Il ne possède pas de voix à proprement parler, mais se servait de celle de Jeri Katou, qu'il tenait prisonnière, pour s'exprimer. Bien qu'il s'agisse d'un personnage complètement fictif, le Système d'Éradication possède des origines liées à des éléments réels, comme le ver informatique Morris ou Echelon.

### Digignomes
Les digignomes sont des créatures qui ont évolué grâce aux données du Digimonde et ont le pouvoir d'exaucer les vœux. Ils ont été créés en 1980, faisant d'eux les premières créatures à l'intelligence artificielle. Les digignomes étaient présents lorsque le Système d'Éradication a attaqué le Digimonde en 1990. En 200X, lorsque le Système d'Éradication refait lentement surface, Azulongmon demande aux digignomes de créer une petite créature de lumière nommée Calumon, qui a fini par atterrir dans le monde réel. Lorsque Calumon est capturé par Makuramon, les digignomes le libèrent. Rika Nonaka et Renamon ont été les premières à rencontrer les digignomes. Takato Matsuki, Henry Wong, et Terriermon les rencontrer lors de leur passage aux côtés de Shibumi. Les digignomes apparaissent également lorsque Suzie tente de convaincre Antylamon de jouer avec elle. Takato voit plus tard que les digignomes volent auprès du château de Zhuqiaomon. Lorsque le Système d'Éradication grandit en puissance, certains digignomes sacrifient leur vie pour aider à la digivolution. Un digignome place plus tard MarineAngemon dans la poche de Kenta sans que personne s'en aperçoive.

### Arche/Grani
Grani (nommé d'après le destrier de Sigurd dans la mythologie nordique) est une « Zero ARMS », Zero ARtificial MonSter Grani (Zero ARMS Grani) (ゼロアームズ・グラニ ; zeroāmuzu gurani), créé par l'équipe des « Créateurs de Monstres » avec l'aide de la Hypnos. Il s'agissait à l'origine d'une « Arche », sorte de vaisseau virtuel à l'intelligence artificielle rudimentaire destinée à permettre aux dompteurs et à leurs Digimon de revenir sur Terre au terme de leur voyage dans le Digimonde. Mais son intelligence se développa pour en faire un être conscient, et elle développa durant le trajet un lien avec Guilmon. Plus tard, dans Une monture de choix, l'Arche fut modifiée de façon à devenir une sorte de dragon robotique rouge, et ramenée grâce au digivice de Henry dans le monde réel, où Gallantmon lui donna vie pour de bon en utilisant ses pouvoirs. Par la suite, Grani est sert de monture à Gallantmon, lui permettant de se déplacer beaucoup plus vite, et est équipé d'une arme puissante créée par Yamaki. Elle joue un rôle essentiel, notamment en sauvant Beelzemon d'une mort certaine lorsqu'il fut attaqué par le Système d'Éradication.
Grani est sérieusement endommagée lors du combat final contre le Système d'Éradication. Elle parle alors pour la première fois, et, se détruisant, donne ses données à Gallantmon, lui donnant ainsi la faculté de se transformer en Gallantmon Crimson Mode.

### Behemoth
Behemoth est une moto maléfique capable de contrôler son conducteur. Ses origines sont inconnues, mais elle serait apparue peu après l'arrivée des Tamers dans le Digimonde. Elle est vue pour la première fois conduite par un MetalKoromon et dévastant un village de MudFrigimon. En tentant d'en débarrasser le village, les dompteurs parviennent à libérer MetalKoromon, mais Guilmon est à son tour possédé en prenant les commandes de Behemoth. Il est par chance libéré par Leomon, et la moto tombe dans un bac de lave.
Cependant, à la surprise de tous, elle ressort, avec cette fois-ci Beelzemon pour conducteur. Contrairement aux autres Digimon, ce dernier ne semblait pas affecté par le pouvoir de possession de la moto, et il l'utilisa pendant un bon moment comme moyen de transport à travers le Digimonde. Finalement, elle fut détruite par Gallantmon lors du combat avec Beelzemon, et ce dernier fut par la suite forcé de se déplacer à pied, jusqu'à ce qu'il gagne la faculté de voler en devenant Beelzemon Blast Mode.